# HD 211415
HD 211415，又名CP-5410055，SAO 247400、HR 8501，是一颗天鶴座的恒星，视星等为5.37，位于銀經339.03，銀緯-51.39，其B1900.0坐标为赤經22h 11m 42.3s，赤緯-54° -51.39′ 31″。